# Цуцков, Николай Алексеевич
Николай Алексеевич Цуцков (10 декабря 1918, Москва — 1986) — советский футболист.

## Биография
В начале своей карьеры выступал за чебоксарский «Спартак». Работал тренером в Чувашском совете «Спартака». В 1939 году дебютировал в группе «А» за московское «Торпедо». 13 марта 1940 года был уволен за неявку. После этого он продолжил выступать за вторую клубную команду «автозаводцев». Вместе с ней дошел до финала Кубка РСФСР, в котором черно-белые уступили ивановской «Основе» (2:4).
В военные годы некоторое время играл за московский «Спартак», а затем был зачислен в ВВС. Участник Великой Отечественной войны, награждён медалями «За боевые заслуги»,
«За победу над Германией в Великой Отечественной войне 1941—1945 гг.». Имел офицерское звание капитана.
После окончания войны продолжил выступать за ВВС, с которой последние сезоны провел в элитной первой группе. Всего в ней сыграл 32 матча и забил три гола.
Скончался в 1986 году.

## Достижения
- Победитель Первой лиги (1): 1946.
- Финалист Кубка РСФСР (1): 1940.